# كاتاويسا (ميزوري)
كاتاويسا (بالإنجليزية: Catawissa)‏ هي إحدى المجتمعات الفردية (غير مصنفة) في ولاية ميزوري في الولايات المتحدة الأمريكية.